# Carl Blankenstein (Schauspieler, 1864)
Carl Blankenstein (* 11. November 1864 in Labiau, Ostpreußen – 25. Oktober 1933 in Hamburg) war ein deutscher Theaterschauspieler und Hörspielsprecher.

## Leben
Blankenstein, Sohn eines Rittergutbesitzers, sollte auf Wunsch seines Vaters Jurist werden. Zu diesem Zweck studierte er ab 1885 an der Universität Königsberg. Ende 1886 gab er dieses Studium jedoch auf und ging nach Wien, um sich zum Schauspieler ausbilden zu lassen.
Dort wurde er von Joseph Lewinsky, der ihm Freund und Förderer wurde, ausgebildet. Praktische Gelegenheit sich vorzubereiten fand er am fürstlich Sulkowskyschen Theater. Dort spielte er übungshalber Liebhaber und Helden, Intriganten und Bonvivants und erwarb sich so Bühnenroutine.
1888 debütierte er als „Beaumarchais“ in Clavigo in Innsbruck. Danach ging er nach Lübeck, um dort als „Sapieha“ in Demetrius aufzutreten. 1890 zog es ihn nach Straßburg, es folgten 1892 das Berliner Theater, 1894 das Hoftheater Mannheim und 1896 kehrte er ans Berliner Theater zurück, bis er schließlich einen Antrag ans Dresdner Hoftheater erhielt und diesen annahm.
Seine erste Rolle als „Faust“ übernahm er gezwungenermaßen, da der eigentlich vorgesehene Darsteller wegen eines Sturzes nicht einsatzfähig war. Die Vorstellung überzeugte, und nachdem er in seinen eigentlich Rollen als „Wetter von Strahl“ und „Hüttenbesitzer“ am 27. und 28. Mai 1896 überzeugt hatte, wurde er ab dem 1. September 1897 fest verpflichtet. Dort verblieb er bis mindestens 1902.
In den Jahren 1921 und 1928 ist er am Schauspielhaus Hamburg zu finden. Ab 1925 war er in der Hansestadt auch bei der Nordischen Rundfunk AG als Hörspielsprecher im Einsatz.
Carl Blankenstein verstarb im Herbst 1933 im Alter von 68 Jahren in Hamburg. 

## Hörspiele (Auswahl)
- 1925: Friedrich Schiller: Maria Stuart (Robert Dudley, Graf von Leicester) – Regie: Hermann Beyer (Sendespiel (Hörspielbearbeitung) – NORAG)
- 1925: Johann Wolfgang von Goethe: Götz von Berlichingen (Adalbert von Weißlingen) – Regie: Hans Bodenstedt (auch Bearbeitung); Hermann Beyer (Sendespiel (Hörspielbearbeitung) – NORAG)
- 1925: Friedrich Schiller: Wilhelm Tell (Johannes Parricida, Herzog von Schwaben) – Regie: Hermann Beyer (Sendespiel (Hörspielbearbeitung) – NORAG)
- 1926: Rabindranath Tagore: Das Postamt (Arzt) – Regie: Hans Bodenstedt (Sendespiel (Hörspielbearbeitung) – NORAG)
- 1927: Friedrich Schiller: Turandot. Prinzessin von China (Barak, Skirinas Gatte, ehemals Hofmeister des Kalaf, Prinzen von Astrachan) – Regie: Harald Röbbeling (Sendespiel (Hörspielbearbeitung) – NORAG)
- 1927: Franz Grillparzer: Medea (Kreon, König von Korinth) – Regie: Harald Röbbeling (Sendespiel (Hörspielbearbeitung) – NORAG)
- 1927: August Strindberg: Königin Christine (Axel Oxenstjerna) – Regie: Hans Bodenstedt (Sendespiel (Hörspielbearbeitung) – NORAG)
- 1927: Ernst Toller: Die Maschinenstürmer. Ein Drama aus der Zeit der Ludditenbewegung (1815) in England (John Wible, ein Weber) – Regie: Hans Bodenstedt (Sendespiel (Hörspielbearbeitung) – NORAG)
- 1927: Rudolf Presber, Leo Walther Stein: Liselott von der Pfalz (Père Lachaise, Beichtvater des Königs) – Regie: Hans Bodenstedt (Sendespiel (Hörspielbearbeitung) – NORAG)
- 1927: Heinrich von Kleist: Die Hermannsschlacht (Wolf, Fürst der Katten) – Regie: Hermann Beyer (Sendespiel (Hörspielbearbeitung) – NORAG)
- 1928: Maxim Gorki: Nachtasyl (Bubnow, Mützenmacher) – Regie: Hermann Beyer (Sendespiel (Hörspielbearbeitung) – NORAG)
- 1928: Theodor Körner: Rosamunde (Thomas a Nesle, Kastellan von Woodstock) – Bearbeitung und Regie: Hermann Beyer (Sendespiel (Hörspielbearbeitung) – NORAG)
- 1928: Carl Rössler: Die fünf Frankfurter (Nathan) – Regie: Karl Pündter (Sendespiel (Hörspielbearbeitung) – NORAG)
- 1928: Curt Goetz: Hokuspokus (Der Justizrat) – Regie: Karl Pündter (Sendespiel (Hörspielbearbeitung) – NORAG)
- 1929: Ernst von Wildenbruch: Die Rabensteinerin (Großkaufleute und Patrizier von Augsburg: Bartolme Welser) – Regie: Nicht angegeben (Sendespiel (Hörspielbearbeitung) – NORAG)
- 1929: Adolph L’Arronge: Mein Leopold. Volksstück in drei Akten (Zernikow) – Regie: Willy Schweisguth (Sendespiel (Hörspielbearbeitung) – NORAG)
- 1929: Adolph L’Arronge: Doktor Klaus. Lustspiel in fünf Akten (Griesinger, Juwelier) – Regie: Karl Pündter ((Hörspielbearbeitung) – NORAG)

Quelle: ARD-Hörspieldatenbank